# Николо да Понте
Николò да Понте (на италиански: Nicolò da Ponte) е 87–ми венециански дож от 1578 до смъртта си през 1585 г.

## Биография
Николò да Понте е син на Антонио да Понте и Реджина Спандолин. Майка му е от Константинопол и е дъщеря на Димитри Теодоро. Семейството му загубва цялото си имущество по време на многобройните войни между Венеция и Османската империя – фамилията е притежавала значително състояние на остров Евбея, но при опит да напусне острова, подгонен от войната, дядото на Николо претърпява корабокрушение и всичкото му злато остава на дъното на морето. Затова Николо се посвещава на търговията с Ориента и за кратко спечелва 150 000 дукати.
Получава диплома по философия от университета в Падуа, има добри познания и по математика и теология. Защитава и докторат по медицина във Венеция през 1514 г. През 1521 г. става лектор по философия в училището в Риалто. Прави кариера като дипломат, член е на Съвета на тридесетте и е в отлични отношения с папа Павел III, папа Юлий III и папа Григорий XIII. Посланик е при император Карл V и крал Франсоа II.

## Управление
Избран е за дож на 11 март 1578 г. на 87–годишна възраст и управлява в продължение на 7 години. В този период Португалия и Испания са силни конкуренти на Венеция и тя търпи сериозни щети във външната търговия.
Поради напредналата си възраст дожът често боледува или заспива по време на заседанията, а на 15 април 1585 г. получава мозъчен удар и е засегнат говорът му. Умира на 30 юли същата 1585 г. на достолепната възраст от 94 години.
Гробът на дожа е разрушен от войските на Наполеон през 1807 г. и е запазен само негов бюст.

## Семейство
През 1520 г. Николо да Понте се жени за Арканджела Алвизе Канал, от която има две деца – Антонио и Паулина. Синът му умира преди него през 1558 г. затова Николо оставя цялото си богатство на своя племенник, също наречен Николо, който умира през 1590 г. без да остави наследници, така този клон от фамилията де Понте изчезва.